# MTV Video Music Awards 2015
La 32ª edizione degli MTV Video Music Awards si è svolta il 30 agosto 2015 nel Microsoft Theater di Los Angeles, California ed è stata presentata da Miley Cyrus.
Le nomination sono state presentate il 21 luglio tramite il servizio di streaming Apple Music. Kendrick Lamar è il più nominato con tredici candidature totali, seguito da Taylor Swift che ne ha ricevute dieci.
A partire da questa edizione è stata introdotta la categoria "Song of the Summer", in cui le dieci canzoni nominate possono essere votata tramite Twitter.
Taylor Swift è stata l'artista più premiata, vincendo 4 statuette, incluso video dell'anno.

## Cerimonia

### Esibizioni
| Artista                                                                   | Canzone                                                            |
| Pre-show                                                                  | Pre-show                                                           |
| ------------------------------------------------------------------------- | ------------------------------------------------------------------ |
| Walk the Moon                                                             | Shut Up and Dance                                                  |
| Walk the Moon                                                             | Different Colors                                                   |
| Todrick Hall                                                              | Medley nomination "Video dell'Anno" (Uptown Funk, 7/11, Bad Blood) |
| Nick Jonas                                                                | Levels                                                             |
| Main show                                                                 |                                                                    |
| Nicki Minaj Taylor Swift                                                  | Trini Dem Girls                                                    |
| Nicki Minaj Taylor Swift                                                  | The Night Is Still Young                                           |
| Nicki Minaj Taylor Swift                                                  | Bad Blood                                                          |
| Macklemore & Ryan Lewis Eric Nally Melle Mel Kool Moe Dee Grandmaster Caz | Downtown (dal Teatro Orpehum)                                      |
| The Weeknd                                                                | Can't Feel My Face                                                 |
| Demi Lovato Iggy Azalea                                                   | Cool for the Summer (dal Teatro Orpehum)                           |
| Justin Bieber                                                             | Where Are Ü Now                                                    |
| Justin Bieber                                                             | What Do You Mean?                                                  |
| Tori Kelly                                                                | Should've Been Us                                                  |
| Pharrell Williams                                                         | Freedom (dal Teatro Orpehum)                                       |
| Twenty One Pilots ASAP Rocky                                              | HeavyDirtySoul                                                     |
| Twenty One Pilots ASAP Rocky                                              | M$                                                                 |
| Twenty One Pilots ASAP Rocky                                              | Message Man                                                        |
| Twenty One Pilots ASAP Rocky                                              | Lane Boy                                                           |
| Twenty One Pilots ASAP Rocky                                              | LSD                                                                |
| Miley Cyrus                                                               | Dooo It!                                                           |

### Presentatori

#### Pre-show
- Kelly Osbourne e Sway — Presentatrici
- Carly Aquilino, Nessa Diab e Awkwafina — Inviate dal red carpet
- Kelly Osbourne e Jeremy Scott hanno presentato il miglior video Rock

#### Main Show
- Britney Spears ha presentato il miglior video maschile
- Jared Leto ha introdotto la performance di The Weeknd
- Rebel Wilson ha presentato il miglior video Hip-Hop
- Big Sean e Nick Jonas hanno presentato il miglior video femminile
- Hailee Steinfeld ha introdotto Demi Lovato e Iggy Azalea al Teatro Orpheum
- Serayah e Jussie Smollett hanno presentato il miglior video con un messaggio sociale
- Ne-Yo and Kylie Jenner hanno introdotto Tori Kelly
- Taylor Swift ha presentato il Video Vanguard Award
- John Legend ha introdotto Pharrell Williams al Teatro Orpheum
- Rita Ora e Emily Ratajkowski hanno presentato l'Artist to Watch
- Miguel e Gigi Hadid hanno introdotto Twenty One Pilots e ASAP Rocky
- Ice Cube e O'Shea Jackson, Jr. hanno presentato il video dell'anno

## Vincitori e candidati
In grassetto vengono evidenziati i vincitori.

### Video dell'Anno
- Taylor Swift (feat. Kendrick Lamar) — Bad Blood
- Beyoncé — 7/11
- Ed Sheeran — Thinking Out Loud
- Kendrick Lamar — Alright
- Mark Ronson (feat. Bruno Mars) — Uptown Funk

### Miglior Video Maschile
- Mark Ronson (feat. Bruno Mars) — Uptown Funk
- Ed Sheeran — Thinking Out Loud
- Kendrick Lamar — Alright
- Nick Jonas — Chains
- The Weeknd — Earned It

### Miglior Video Femminile
- Taylor Swift — Blank Space
- Beyoncé — 7/11
- Ellie Goulding — Love Me like You Do
- Nicki Minaj — Anaconda
- Sia — Elastic Heart

### Miglior artista esordiende
- Fetty Wap — Trap Queen
- FKA twigs — Pendulum
- George Ezra — Budapest
- James Bay — Hold Back the River
- Vance Joy — Riptide

### Miglior Video Pop
- Taylor Swift — Blank Space
- Beyoncé — 7/11
- Ed Sheeran — Thinking Out Loud
- Mark Ronson (feat. Bruno Mars) — Uptown Funk
- Maroon 5 — Sugar

### Miglior Video Hip-Hop
- Nicki Minaj — Anaconda
- Big Sean (feat. E-40) — I Don't Fuck with You
- Fetty Wap — Trap Queen
- Kendrick Lamar — Alright
- Wiz Khalifa (feat. Charlie Puth) — See You Again

### Miglior Video Rock
- Fall Out Boy — Uma Thurman
- Arctic Monkeys — Why'd You Only Call Me When You're High?
- Florence + The Machine — Ship to Wreck
- Hozier — Take Me to Church
- Walk the Moon — Shut Up and Dance

### Miglior Collaborazione
- Taylor Swift (feat. Kendrick Lamar) — Bad Blood
- Ariana Grande (feat. The Weeknd) — Love Me Harder
- Jessie J, Ariana Grande e Nicki Minaj — Bang Bang
- Mark Ronson (feat. Bruno Mars) — Uptown Funk
- Wiz Khalifa (feat. Charlie Puth) — See You Again

### Video con un messaggio sociale
- Big Sean (feat. Kanye West e John Legend) — One Man Can Change the World
- Colbie Caillat — Try
- Jennifer Hudson — I Still Love You
- Rihanna — American Oxygen
- Wale — The White Shoes

### Canzone dell'estate 2015
- 5 Seconds of Summer — She's Kinda Hot
- David Guetta (feat. Nicki Minaj, Afrojack e Bebe Rexha) — Hey Mama
- Demi Lovato — Cool for the Summer
- Fetty Wap — My Way
- Fifth Harmony — Worth It
- Major Lazer — Lean On
- Omi — Cheerleader
- Selena Gomez (feat. ASAP Rocky) — Good for You
- Taylor Swift — Bad Blood
- The Weeknd — Can't Feel My Face

### Migliore Direzione Artistica
- Snoop Dogg — So Many Pros (Jason Fijal)
- The Chemical Brothers — Go (Michel Gondry)
- Jack White — Would You Fight For My Love (Jeff Peterson)
- Skrillex e Diplo (feat. Justin Bieber) — Where Are Ü Now (Brewer)
- Taylor Swift (feat. Kendrick Lamar) — Bad Blood (Charles Infante)

### Miglior Coreografia
- OK Go — I Won't Let You Down  (OK Go, Air:Man e Mori Harano)
- Beyoncé — 7/11 (Beyoncé, Chris Grant e Gabriel Valenciano)
- Chet Faker — Gold (Ryan Heffington)
- Ed Sheeran — Don't (Nappy Tabs)
- Flying Lotus (feat. Kendrick Lamar) — Never Catch Me (Keone e Mari Madrid)

### Miglior Fotografia
- Flying Lotus (feat. Kendrick Lamar) — Never Catch Me (Larkin Sieple)
- Alt-J — Left Hand Free (Mike Simpson)
- Ed Sheeran — Thinking Out Loud (Daniel Pearl)
- FKA twigs — Two Weeks (Justin Brown)
- Taylor Swift (feat. Kendrick Lamar) — Bad Blood (Christopher Probst)

### Miglior Regia
- Kendrick Lamar — Alright (Colin Tilley e The Little Homies)
- Childish Gambino — Sober (Hiro Murai)
- Hozier — Take Me to Church (Brendan Canty e Conal Thomson)
- Mark Ronson (feat. Bruno Mars) — Uptown Funk (Bruno Mars e Cameron Duddy)
- Taylor Swift (feat. Kendrick Lamar) — Bad Blood (Joseph Kahn)

### Miglior Montaggio
- Beyoncé — 7/11 (Beyoncé, Ed Burke e Jonathan Wing)
- ASAP Rocky — LSD (Dexter Navy)
- Ed Sheeran — Don't (Jacquelyn London)
- Skrillex e Diplo (feat. Justin Bieber) — Where Are Ü Now (Brewer)
- Taylor Swift (feat. Kendrick Lamar) — Bad Blood (Chancler Haynes at Cosmo Street)

### Migliori Effetti Speciali
- Skrillex e Diplo (feat. Justin Bieber) — Where Are Ü Now (Brewer)
- Taylor Swift (feat. Kendrick Lamar) — Bad Blood (Ingenuity Studios)
- FKA twigs — Two Weeks (Gloria FX, Tomash Kuzmytskyi e Max Chyzhevskyy)
- Childish Gambino — Telegraph Ave. (Gloria FX)
- Tyler, the Creator — F****** Young/Death Camp (Gloria FX)

### Premio alla carriera (Michael Jackson Video Vanguard Award)
- Kanye West